# Deadpool (Computerspiel)
Deadpool ist ein Action-Videospiel, das auf dem gleichnamigen Antihelden aus den Marvel Comics basiert. Die von Daniel Way geschriebene Geschichte des Spiels folgt Deadpool, der sich mit den X-Men und Cable zusammentut, um Mister Sinisters neuesten Plan zu vereiteln, und dabei in zahlreiche komödiantische Abenteuer gerät. Ähnlich wie in anderen Medien, in denen die Figur vorkommt, enthält das Spiel selbstreferenziellen Humor und zahlreiche Brüche der vierten Wand.
Das Spiel wurde am 18. November 2017 aufgrund der ausgelaufenen Lizenz von Marvel wieder aus den digitalen Stores entfernt.

## Handlung
Als Deadpools Pitch für das „genialste Spiel aller Zeiten“, in dem er selbst die Hauptrolle spielt, von den High Moon Studios abgelehnt wird, zündet er Sprengstoff im Studio und zwingt sie zur Zusammenarbeit. Er heuert sogar Nolan North als seinen Synchronsprecher an. Als ihm das Drehbuch für das Spiel ausgehändigt wird, findet Deadpool es langweilig und malt es mit einem roten Buntstift voll.
Um das Budget des Spiels zu erhöhen, sucht Deadpool den korrupten Medienmogul Chance White auf, um ihn als Investor zu gewinnen. Dieser flieht vor Deadpool zu Mister Sinister. Nachdem White seine Satelliten unter Sinisters Kontrolle gestellt hat, ist er für den Schurken aber nicht mehr von Nutzen und wird beseitigt. Deadpool, um seinen Investor gebracht, schwört Rache und verfolgt Sinister mit der Hilfe einiger X-Men nach Genosha. Während die X-Men versuchen, die Erschaffung von Sinisters Klonarmee zu verhindern, erlebt Deadpool auf seinem Weg zu Sinister eigene Abenteuer und trifft unter anderem auf Cable und Lady Death, aber auch auf Bugs und nicht fertiggestellte Abschnitte des Spiels, was ihn wiederholt dazu bringt, bei High Moon Studios anzurufen und sie zur Fertigstellung des Spiels zu zwingen. Deren flehentliche Hinweise, dann doch bitte weniger teure Explosionen zu verursachen, um das Budget zu schonen, ignoriert er regelmäßig.

## Spielprinzip
Deadpool ist ein Action-Hack-and-Slash, Third-Person-Shooter-Videospiel. Das Gameplay besteht hauptsächlich aus dem Kampf gegen Feinde mit Nahkampfwaffen und Pistolen, wobei Deadpool neue Kombos zur Verfügung stehen, wenn er in der Geschichte vorankommt und Upgrade-Punkte erhält. Das Spiel durchbricht häufig die vierte Wand, indem Deadpool verbal mit dem Spieler interagiert, je nach dessen Fähigkeiten und Fortschritt. Standardmäßig ist Deadpool mit Pistolen und Schwertern bewaffnet, aber er hat auch Zugang zu riesigen Hämmern, Plasmakanonen und einer Reihe anderer Waffen.

## Entwicklung
Deadpool wurde erstmals auf der San Diego Comic Con 2012 angekündigt. Es wurde nur ein Teaser-Trailer gezeigt, ohne dass Plattformen gezeigt wurden. Kurz nach der Ankündigung wurde ein Artikel auf der offiziellen Website von Marvel veröffentlicht, der die Entwicklung des Spiels bestätigte. Der Artikel wurde aus Deadpools Sicht geschrieben, in dem er sagte, dass er High Moon Studios angeheuert habe ein Spiel für ihn zu entwickeln. Vor der Veröffentlichung des Spiels verriet der Lead Designer des Spiels in einem Interview mit IGN die Grundzüge der Handlung und sagte, dass Deadpool das Studio übernommen habe und für die Entwicklung des Spiels verantwortlich sei. Während des Panels von High Moon auf der Comic-Con wurde eine geschnittene Version des Trailers zweimal gezeigt, nachdem ein als Deadpool verkleideter Schauspieler mit den Entwicklern auf der Bühne erschienen war. GameSpot veröffentlichte später einen Werbespot für das Spiel, in dem Deadpool einen Urlaubsgruß abgibt und die Leute auffordert, das Spiel vorzubestellen, wobei er angibt, dass es 2013 erscheinen wird.
Peter Della Penna verriet später in einer Pressemitteilung, dass Daniel Way die Geschichte für das Spiel geschrieben hatte und seinen typischen Deadpool-Humor in den Titel einbrachte.
Aufgrund eines abgelaufenen Lizenzabkommens zwischen Marvel Studios und Activision wurden mit dem Jahreswechsel 2013/2014 erstmals die digitalen Verkaufsversionen mehrerer von Activision entwickelten Marvel-Spiele von Steam, Xbox Live und dem PlayStation Network entfernt, da Activision nicht mehr das Recht hatte, herunterladbare Inhalte, Sammelkarten und Patches für das Spiel zu verbreiten. 2015 kehrte das Spiel nochmals in den digitalen Handel zurück, bis es am 16. November 2017 erneut aus den Online-Shops entfernt wurde. Seither konnten nur noch Spieler, die das Spiel bereits gekauft hatten, es weiterhin aus ihrer Online-Bibliothek herunterladen und spielen.

## Rezeption
Die PC-Version von Deadpool hat bei Metacritic eine Wertung von 63/100.
Florian Heider von GameStar betont, dass er Spaß am Spiel hatte, es jedoch altbacken sei und er es nicht nochmal spielen würde. Ein ähnliches Resümee gibt Kai Schmidt dazu bekannt: „Obwohl Deadpool objektiv gesehen eigentlich keinen Spaß machen dürfte, macht es einen Mordsspaß!“
Sven Huber von Gamezone sagt, für Fans sei es ein Pflichtkauf.